# Vespa vivax
|  | Dieser Artikel wurde aufgrund von formalen oder inhaltlichen Mängeln in der Qualitätssicherung Biologie zur Verbesserung eingetragen. Dies geschieht, um die Qualität der Biologie-Artikel auf ein akzeptables Niveau zu bringen. Bitte hilf mit, diesen Artikel zu verbessern! Artikel, die nicht signifikant verbessert werden, können gegebenenfalls gelöscht werden. Lies dazu auch die näheren Informationen in den Mindestanforderungen an Biologie-Artikel. |

Vespa vivax ist eine Hornissenart, die von Frederick Smith im Jahr 1870 beschrieben wurde. Vespa vivax gehört zur Gattungsgruppe Vespa und zur Familie Vespidae. Sie kann in mehreren Ländern Asiens gefunden werden, darunter Indien, Nepal, Myanmar, Thailand, China (Sichuan, Yunnan, Tibet) und Taiwan.